# 山下智博
山下 智博（やました ともひろ、1985年10月29日 - ）は、日中間で活躍するネット動画プロデューサー。ワタナベエンターテインメント所属。

## 来歴

### 生い立ち
1985年 北海道小樽市出身。北海道小樽潮陵高等学校を経て、大阪芸術大学芸術計画学科卒業。大学では主に現代美術の展覧会企画やアートイベントの企画運営等を学ぶ。
2008年 札幌市芸術文化財団教育文化会館事業部配属員。日本の伝統芸能である「能」「狂言」「歌舞伎」や「演劇」等パフォーミングアート全般の公演マネジメント、ワークショップ企画運営などを担当。自身も表現者として活動を始め、札幌ハプニングのディレクターなどを務める。
2012年 表現者として成長するため、あえて日本人に風当たりが厳しく表現の規制が強い環境に身を置こうと、単身中国・上海市に移住。当時、尖閣諸島問題吹き荒れる中、中国語をゼロから学び、中国でのフィールドワークを開始。中国インターネットに活路を見出し、2013年から動画の配信を開始。同時期、上海大学美術学院大学院入学（その後中退）

### bilibili動画配信開始後
2014年12月よりbilibili動画で配信を開始した、ネット情報バラエティ番組「紳士の大体一分間」がヒットし、以後、中国に日本の土着文化を紹介する動画を投稿し、現在中国の各プラットフォームのフォロワーは650万人を超え、動画累計再生回数は約14億回にのぼる。
2016年以降は個人で作る動画以外に、日本のテレビ制作チームと協働で、中国向け番組を制作する番組プロデュース業も精力的に行い、「紳士の一分間劇場（北海道テレビと協業）」や「窮豪旅遊記（bilibili動画と元THE！鉄腕！DASH！制作チームと協業）」などの作品を生み続けている。
2018年 日中友好青年大使に就任。
2020年 日本をロケ地にした旅バラエティ番組「窮豪旅遊記」がbilibili動画でシリーズトータル2000万回再生を達成。
2022年 小樽ふれあい観光大使に就任。
現在、株式会社ぬるぬる共同代表兼CCO（チーフクリエイティブオフィサー）。

## 人物
自称「日中の潤滑油（ローション）」。日中の文化に対する深い理解と、ユーモラスな表現手法によって、制作するコンテンツが中国の若者から絶大な支持を受けている。甘党であり、曰く「ビール一口で酔っ払う」ほどの下戸。
趣味は音楽で、中学生の頃にオリジナル楽曲を打ち込みで制作するほど熱中する。大学でもジャズ研究会に所属し、サックスを演奏することができる。現在の動画の中で使用されている一部の音源は、彼の自作である。また高校時代はラグビー部に所属していた（その後退部）ため、当時は真っ黒に日焼けしており髪も茶髪で、現在とは著しく異なる風貌であったことなどが動画の中で語られている。
24歳になった2010年頃から、現在の七三分けに色メガネのスタイルとなる。また中国移住をきっかけに、中華風の服を日常的に着用し始める。中国の地方都市に出掛けた際などは、現地の中国人のおじさんおばさんに「そんな服どこで買うんだ」と驚かれることもしばしば。2022年3月、長らく続けていた七三分け・色メガネのスタイルをイメージチェンジするべく ヘアサロン（The Diamond Kyogoku）にカットを依頼したところ、今までとは印象が全く異なる ショートカット・金髪 となり別人とも言える容姿になっている。
国内外の現代アートやサブカルチャー方面に詳しい。これにはアニメも含まれ、コミケイベントや、日本の声優が中国で行うファン交流会などにも司会として呼ばれることも多い。
中国のファンからは「名前の中国語発音が似ている」という理由で「鶏首」「３３」といった愛称で親しまれている。

## WEB配信
- bilibili動画

【山下智博】2013年10月12日 -
日本の土着文化などを中国向けに紹介、また日本で人気のあるコンテンツを中国向けにローカライズした動画も配信している。
- Youtube

【山下智博】2020年01月09日 -
中国の情報を日本語で楽しく解説したりしなかったりするチャンネル。
- 内藤証券株式会社【最新中国 知っとかNAITOチャンネル】2022年4月21日 -

番組リニューアルに伴い 山下智博・むいむい のダブルMCにて出演。解説員エンちゃんと二次元キャラクターを交え最新の中国をYoutubeで発信する情報バラエティー番組。
- Podcast

【山下智博のとにかく明るい中国】2021年7月9日 -
コンテンツプロデューサー山下智博が、日本人の知らない中国のおもしろトピックや そんなにドヤれない豆知識を紹介。

## 主な出演作品

### ドキュメンタリー・映画
- 2015年　中日新視界　出演
- 2015年　日経スペシャル　未来世紀ジパング（テレビ東京）　出演
- 2016年　我住在这里的理由 第一季　出演
- 2016年　日経スペシャル　未来世紀ジパング（テレビ東京）　出演
- 2018年　箭廠職人魂　出演

### バラエティー
- 2015年　暴走大事件第四季　ゲスト出演
- 2016年　紳士の一分間劇場　プロデュース、出演
- 2017年　脳残師兄第二季　ゲスト出演
- 2018年　窮豪旅遊記　プロデュース、出演
- 2019年　触電大咖説　ゲスト出演
- 2019年　非正式会談 第五季　ゲスト出演
- 2019年　窮豪旅遊記 第二季　プロデュース、出演
- 2020年　ABEMA Prime　コメンテーター出演
- 2020年　窮豪旅遊記 第三季　プロデュース、出演
- 2020年　ブイ子のバズっちゃいな!（テレビ朝日）　レギュラー出演
- 2021年　電脳ワールドワイ動ショー（テレビ朝日）　中国動画解説員として出演
- 2022年　加藤浩次のちゃっかりバズってます!!（テレビ西日本）　ゲスト出演

### イベント出演
- 2015年　BILIBILI MACRO LINK 2015上海
- 2015年　@JAM上海（司会）
- 2016年　BILIBILI MACRO LINK 2016上海
- 2016年　niconico超パーティー 中国向け生配信　メイン司会
- 2017年　BILIBILI MACRO LINK 2017上海
- 2017年　あんさんぶるスターズ！ファンミーティング中国広州　司会
- 2017年　日中友好45周年記念公認音楽祭「縁」（トーク＆歌）
- 2018年　BILIBILI MACRO LINK 2018　（北京上海両公演で外国人初となるメインMCを担当）
- 2019年　BILIBILI MACRO LINK 2019広州
- その他　2015年から18年までの間、50を超える中国各地のアニメイベントにゲスト出演を果たす

### ラジオ・舞台
- 2012年　演劇ユニット　イレブン☆ナイン「天国への会談」舞台出演
- 2018年　村上信五くんと経済クン　ゲスト出演
- 2019年　空想メディア～放送作家高須光聖の頭の中　ゲスト出演

### 受賞・書籍
- 2015年　第8回Tudou Festival 最優秀バラエティチャンネル賞受賞
- 2016年　YOUKU TudouオウンドメディアBEST100選に選ばれる
- 2019年　bilibili動画より8名しか選ばれない「10周年特別賞」を外国人で唯一の授与、「百大UP主」をダブル受賞
- 2019年　Newsweek4月30日号「世界が尊敬する日本人100」にて紹介される
- 2020年　bilibili動画　「百大UP主」を日本人初となる2年連続受賞[13]